# Bąkowiec (hrad)

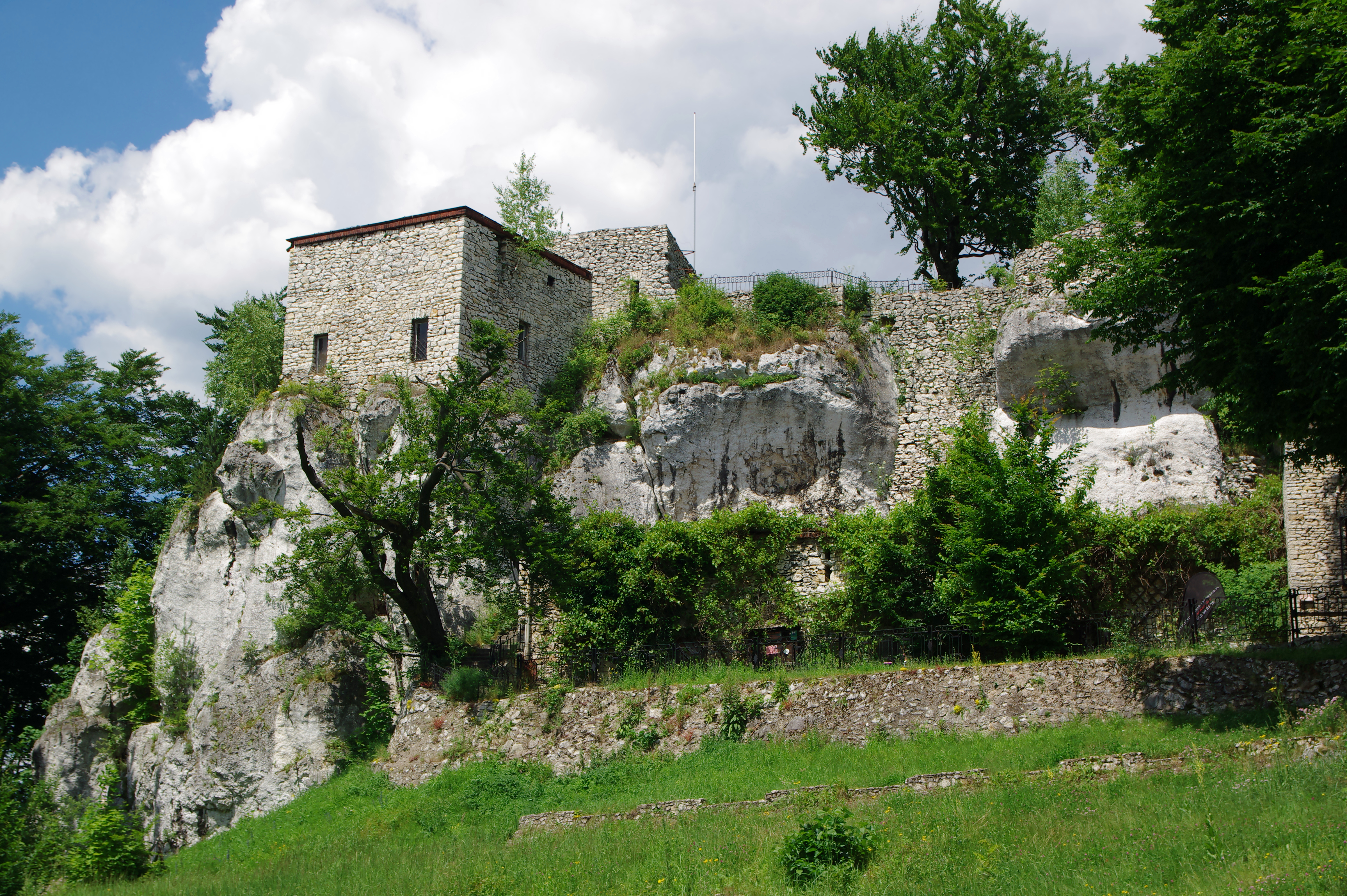
Hrad Bąkowiec v Morsku

Hrad Bąkowiec (polsky Zamek Bąkowiec či Zamek Morsko) u obce Morsko ve gmině Włodowice v okrese Zawiercie ve Slezském vojvodství se nachází v Krakovsko-čenstochovské pahorkatině v Polsku. Jsou to pozůstatky rytířského hradu, který leží na turistické stezce Szlak Warowni Jurajskich a Szlak Orlich Gniazd, která vede podél hradů, které měly ve 14. století ochránit polské území od expanze západních sousedů. Hrad se nachází v krajinném parku Park Krajobrazowy Orlich Gniazd.

## Historie

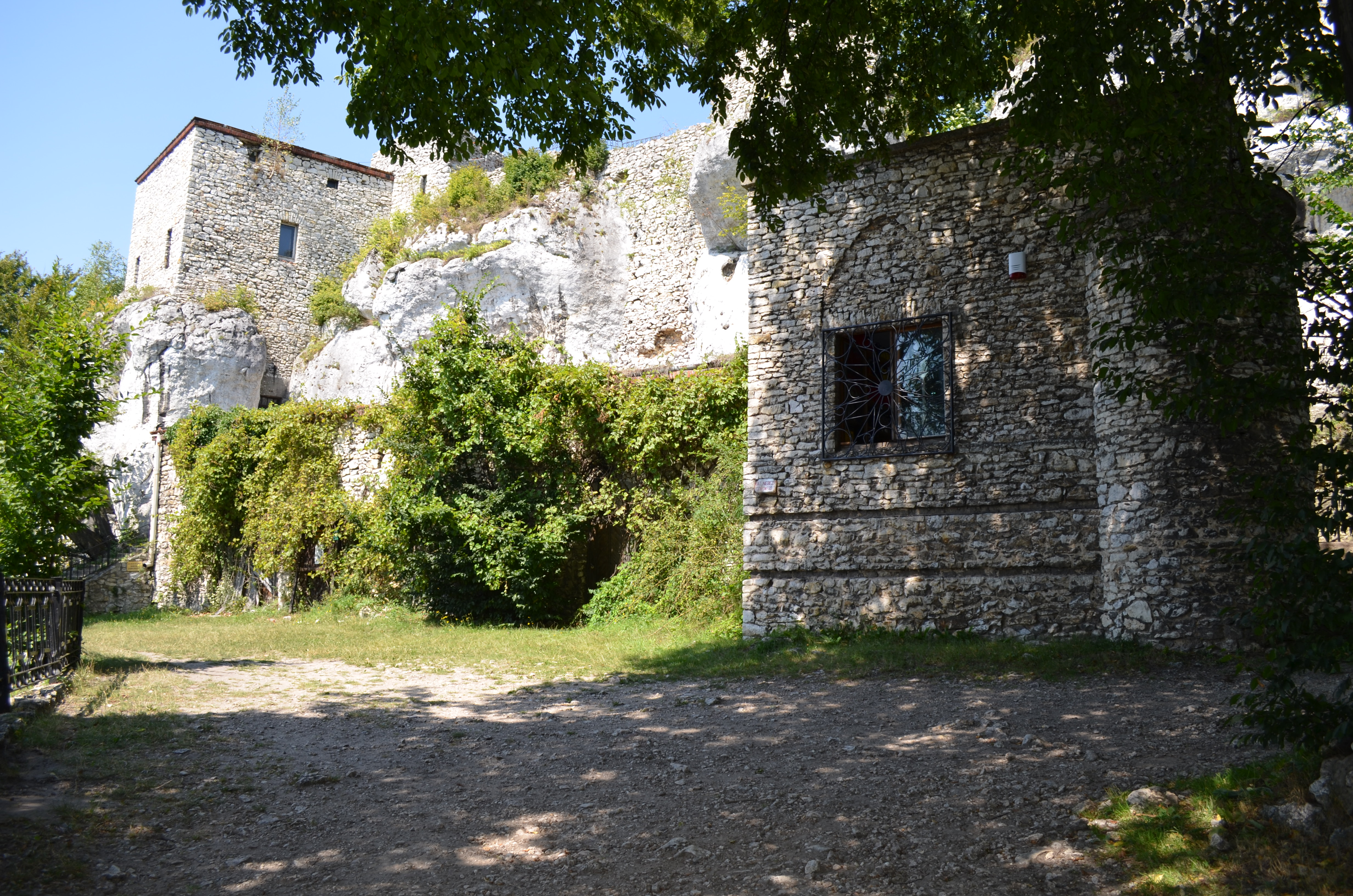
Hrad Bakowiec v Morsku

Počátky hradu nemají doloženou historii. První dřevěnou tvrz postavili snad ve 14. století Toporczykové, kteří převzali jméno Morskie podle názvu panství Morsko. Byli to pravděpodobně loupeživí rytíři, za což jim král Vladisłav Lokýtek Morsko odebral a v roce 1327 ho postoupil klášteru ve Mstowě. Dokumenty z tohoto období neuvádějí, zda na Morsku byl hrad, ale analogicky lze předpokládat, že v době Kazimíra Velkého byla jako součást opevnění na pomezí Slezska a Malopolska postavena strážní věž. Je také možné, že hrad nechal postavit kníže Vładisłav Opolčik, který na konci 14. století byl na krátkou dobu pánem této oblasti. První zmínka o hradu Bąkowiec (Bancowecz) a jeho dědici Mikolaji Strzaleovi pochází z roku 1390. Je známo, že od roku 1392 byl purkrabím hradu Piotr z Marcinowic a v letech 1413–1434 patřil klíč hradu Janu ze Sieciechowic. V roce 1435 hrad a jeho majetek převzal kastelán Krystýn z Koziegłowy a jeho potomci. Na přelomu 15. a 16. století vlastnil Morsko Włodek a je mu připisováno vybudování nového zděného hradu. Zmiňuje se o tom listina z roku 1531, kdy byl jejím majitelem Piotr Zborowski. Poté přešel hrad do rukou rodiny Brzeski a pak do rukou rodiny Giebułtowski. Od 17. století je hrad však již v troskách.
Od 17. do 19. století vlastnila obec a zříceninu bývalého hradu rodina Heppenů. Kolem roku 1927 koupil kopec se zříceninou hradu architekt Witold Danielewicz Czeczott, který zde před rokem 1933 postavil dům s využitím hradních zdí. Po roce 1945 vilu koupila  vdova Janina Czeczottová. Později bylo na pozemku vytvořeno rekreační středisko, byla zde vybudována kavárna s terasou a lyžařský vlek. V roce 1961 byly ruiny hradu zabezpečeny a v roce 1967 byl tyto ruiny hradu zapsány do registru památek. V roce 1999 koupila rekreační středisko i se zříceninou hradu společnost KEM Dąbrowa Górnicza.

## Architektura
Hrad Bąkowiec byl postaven jako nepravidelný mnohoúhelník s malou plochu na samém vrcholu skály a jejího okolí. Kamenná brána, jejíž fragmenty se dochovaly dodnes, vedla na malé nádvoří obklopené zdí a obdélníkovými místnostmi umístěnými na opačných stranách. Půlkruhové věže v rozích hrály pozorovací a obrannou roli.
Vnější stěny byly postaveny z pečlivě osazeného vápence a vnitřní části byly postaveny z kamenné suti zaplavené velkým množstvím vápenné malty. Na východní straně ke skále přiléhal hospodářský dvůr, bráněný kónickým zemským náspem s oválnou věží a suchým příkopem. Z jihu byl hrad zajištěn kamennou zdí, jejíž zbytky jsou dodnes patrné. Přístup na hrad byl možný pouze cestou přes celý systém nástupišť a žebříků. Navzdory své výhodné poloze a poměrně silnému opevnění, díky kterému bylo prakticky nemožné se dostat na hrad pomocí středověkých obléhacích technik, nehrál v historii důležitější roli.